# Blood Red Throne
Blood Red Throne (englisch blutroter Thron) ist eine Brutal-Death-Metal-Band aus Norwegen, die 1998 gegründet wurde. Sie besteht aus den Gitarristen Død und Tchort, dem Bassisten von Emperor sowie Sänger Mr. Hustler, Schlagzeuger Espen „Beist“ Antonsen und Bassist Erlend Caspersen. Textlich drehen sich die Lieder der Band, wie häufig im Death Metal, um Themen wie Tod, Mord und Horror.

## Geschichte
Blood Red Throne entstand, als Død und Tchort mit der Band Satyricon umhertourten. Mit ihrer gemeinsam Ansicht der Morbidität und starken Neigung zu brutalem und extremen Death Metal begann die Suche nach einem Schlagzeuger. Freddy „Fred the Shred“ Bolsø gesellte sich dazu und die Band probte, in dem sie Songs von Deicide, Death und Obituary spielten. Als „five stringer“ Erlend Caspersen hinzukam, begann die Band eigenes Material zu kreieren. Tchort brachte seine Sammlung einzelner Riffs, die für das Debütalbum seiner ersten Death-Metal-Band Green Carnation geschrieben worden waren, mit in die neue Band, Død trug neugeschriebenes Material bei. Ihre Demoaufnahme, „DeathMix 2000“ sorgte für einige Angebote von Plattenfirmen und Aufmerksamkeit in der Presse. Die Band entschied sich für Hammerheart Records. Dem langjährigen Freund und Schlagzeuger Mr. Hustler wurde zugeredet, der Band beizutreten, zwei Wochen vor Beginn der Aufnahmen stimmte er schließlich zu.
Monument of Death war das erste Metalalbum, das in den Dub-Studios in Kristiansand mit dem Produzenten Endre Kirkesola aufgenommen wurde. Es wurde dann an den Berno Studios in Malmö, Schweden durch Henrik Larsson gemischt (Amon Amarth, Vomitory). Ende 2001 wurde das Album zusätzlich als Limited Edition unter dem Namen „The Suicide Kit“ veröffentlicht und enthielt nicht nur das tatsächliche Album, sondern auch eine gedruckte Rasierklinge und ein Plakat. Die Ausgaben wurden mit dem eigenen Blut eines Bandmitglieds von Hand nummeriert. Im Mai 2002 wurde das limitierte Minialbum A Taste for Blood, das Material von der „Deathmix 2000“-Demo enthielt, herausgegeben. Es enthielt ebenso einen Coversong von Massacre sowie ein Lied des Debütalbums. Aufgrund beruflicher Verpflichtung verließ Freddy B die Band zu dieser Zeit und Espen „Beist“ Antonsen von der Black-Metal-Band Slagmark sprang als Ersatz ein.
Die Band probte nun nicht mehr nur neues Material, sondern war jetzt auch bereit, live vor die Hörerschaft zu treten. Sie spielten auf dem Inferno Festival mit Bands wie Behemoth, Dimmu Borgir und Aeternus, begleiteten Dimmu Borgir bei deren Norwegen-Tour, spielten auf dem Smash Fest in Polen und mit Labelkollegen Exmortem beim Southern Discomfort Festival, während sie nebenbei an ihrem neuen Album arbeiteten. Affiliated with the Suffering ist der Titel des zweiten Studioalbums. Nach der Veröffentlichung schlug die Band neue Wege ein und wechselte das Label. Im Dezember 2003, als sie bei Earache Records unter Vertrag genommen wurden, wurden sofort Pläne für das Nachfolgealbum geschmiedet. Im Oktober 2004 war das neue Album Altered Genesis fertig und kam im Februar 2005 in die Läden.
Im August 2007 folgte das dritte Album Come Death, zwei Jahre später Souls of Damnation.

## Diskografie

### Alben
- Monument of Death (2001)
- Affiliated with the Suffering (2003)
- Altered Genesis (2005)
- Come Death (2007)
- Souls of Damnation (2009)
- Brutalitarian Regime (2011)
- Blood Red Throne (2013)
- Union of Flesh and Machine (2016)
- Fit to Kill (2019)
- Imperial Congregation (2021)
- Nonagon (2024)

### Sonstiges
- Deathmix 2000 (Demo, 2000)
- A Taste for Blood (EP, 2002)
- A Taste for Butchery (Split-CD mit Severe Torture, 2003)